# Filone di Bisanzio
Filone di Bisanzio (Bisanzio, ... – ...; fl. III secolo a.C.) è stato uno scienziato e scrittore greco antico, autore di opere di meccanica e ingegneria militare e civile.

## Biografia
Filone è certamente successivo a Ctesibio, che cita più volte e le cui opere egli raffinò, e precede Vitruvio, che lo cita. Un passo in cui descrive un esperimento di Ctesibio come testimone oculare lo fa ritenere suo allievo diretto e su questa base la sua attività è in genere datata intorno alla fine del III secolo a.C. Non si può però escludere che la descrizione di Filone dell'esperimento fosse tratta da una fonte intermedia.
I soli dati biografici noti sono la sua nascita a Bisanzio, e le sue visite ad Alessandria e Rodi, dove fu testimone della costruzione di una catapulta a ripetizione, che descrive nel Belopoeica. È plausibile che il lavoro ad Alessandria fosse svolto nell'ambito del Museo.

## Trattato di meccanica
Filone fu autore di un vasto Trattato di meccanica (in greco antico: Μηχανικὴ Σύνταξις?, Mechanike syntaxis), che in larga parte è perduto. Le parti che si sono conservate sono indirizzate a un non meglio identificato Ariston, che avrebbe ricevuto i vari libri dell'opera in accordo con un programma di esposizione concordato in anticipo.
Una proposta di ricostruzione del contenuto prevede la presenza dei seguenti libri: 
1. un'Introduzione (in greco antico: εἰσαγωγή?, Eisagoge), perduta, con i preliminari matematici dell'opera. Essa conteneva, tra l'altro, la soluzione proposta da Filone al problema della duplicazione del cubo, che è stata conservata da Eutocio,[4] e probabilmente prove di alcune proposizioni degli Elementi alternative a quelle di Euclide;[5]
2. un libro Le leve (in greco antico:  μοχλικά?, Mochlika), anch'esso perduto, che forse includeva una trattazione teorica della meccanica;
3. un libro La costruzione di porti (in greco antico: λιμενοποιικά?, Limenopoiika), anch'esso perduto;
4. Belopoeica (in greco antico: βελοποιικά?, Belopoiika), sulla costruzione di armi da getto. Il libro si è conservato nel testo greco originale e costituisce una delle principali fonti sull'artiglieria ellenistica e in particolare sullo sviluppo delle catapulte a torsione, che sfruttavano l'elasticità di torsione prodotta da fasci di fibre elastiche. Filone descrive tra l'altro il lavoro sperimentale che aveva portato a riconoscere che il diametro del fascio di fibre fosse proporzionale alla radice cubica del peso del proiettile lanciato a una distanza data. Questa relazione è probabilmente all'origine dell'interesse di Filone per il problema della duplicazione del cubo (ossia per le estrazioni di radice cubica). A fine testo Filone descrive una catapulta con molle metalliche, una a cilindri e pistoni e una catapulta a ripetizione da lui vista a Rodi e appartenente alla scuola di Ctesibio;
5. Pneumatica (in greco antico: πνευματικά?, Pneumatika). Si conserva un testo arabo, ampiamente interpolato in epoca medievale, contenente sessantacinque capitoli che descrivono altrettanti apparecchi; i primi ventuno capitoli sono trasmessi anche da una versione latina proveniente da una differente versione araba, andata perduta, e sembrano meno corrotti dei successivi. Descrivono soprattutto apparati sperimentali dimostrativi utili a illustrare vari fenomeni relativi alle proprietà di aria, acqua e vuoto, tra i quali quelli relativi al principio del sifone. Per illustrare la dilatazione termica dell'aria si introduce l'apparecchio che in età moderna sarà detto termoscopio, ossia un rudimentale termometro ad aria.[6] L'ultima parte del testo arabo è dedicata ad applicazioni economicamente utili, come ruote idrauliche e macchine per il sollevamento dell'acqua. Le somiglianze tra questa parte e la Pneumatica di Erone potrebbero derivare dalla conoscenza dell'opera di Filone da parte di Erone, o dall'uso di una fonte comune, forse un trattato di pneumatica di Ctesibio;
6. Automatopoeica (in greco antico:  αὐτοματοποιητικά?, Automatopoietika), sulla costruzione di automi. L'opera è perduta, ma un suo frammento molto interessante è trasmesso dall'opera dello stesso titolo di Erone di Alessandria.[7] In esso si descrive uno spettacolo teatrale recitato da automi, durante il quale si vedevano tra l'altro delfini nuotanti nel mare, il naufragio di una nave e un fulmine che colpendo il personaggio di Aiace ne procurava la sparizione;
7. Paraskeuastica (in greco antico: παρασκευαστικά?, Paraskeuastika), sulle opere di difesa. Si tratta dell'unico trattato in lingua greca sulle fortificazioni che si sia conservato, e tratta della progettazione e costruzione di mura, torri e altre protezioni, come pure della gestione della logistica della difesa;
8. Poliorcetica (in greco antico: πολιορκητικά?, Poliorketika); sulla conduzione degli assedi, sia da parte dell'assediante sia da quella dell'assediato.

Dei due ultimi libri si è conservato un ampio compendio in lingua greca, di cui è possibile riconoscere la dipendenza dall'opera di Enea Tattico. A sua volta l'opera di Filone su questo argomento ha avuto grande influenza sui trattati bizantini riguardo la conduzione di assedi.

## Altre opere
Nel terzo capitolo della Pneumatica Filone rimanda a una sua opera teorica sul moto degli atomi nel vuoto, il cui titolo nei manoscritti latini è De arbitriis mirabilibus.
Athanasius Kircher cita un libro di Filone Sulle cinque potenze statiche. Potrebbe essere un'opera diversa o anche il libro Sulle leve già citato. In ogni caso Kircher sembra testimoniare che nel XVII secolo fossero ancora disponibili opere di Filone successivamente perdute.
A Filone è anche recentemente attribuito un libro su di un orologio ad acqua meccanico, tradizionalmente attribuito allo pseudo-Archimede e conservatosi solo in traduzione araba, che spiega come costruire un orologio ad acqua con animazioni e suoni direttamente collegati a quelli attribuiti a Filone.
Un'opera sulle sette meraviglie del mondo antico, intitolata Περὶ τῶν ἑπτὰ θεαμάτων (Perì tōn heptà theamàtōn) e tradizionalmente attribuita a Filone, è opera invece di un retore della tarda antichità.

## Edizioni
- H. Diels and E. Schramm, Philons Belopoiika (Abhandlungen der preussischen Akademie der Wissenschaften, Philosoph.-hist. Kl. 16. Berlin: Reimer, 1919).
- H. Diels and E. Schramm, Exzerpte aus Philons Mechanik B. VII und VIII (Abhandlungen der preussischen Akademie der Wissenschaften, Philosoph.-hist. Kl. 12. Berlin: Reimer, 1920) (paraskeuastica e poliorcetica).
- Philo of Byzantium, Pneumatica ... with notes ... Historical Introduction, and Technical Commentary by Frank David Prager, Wiesbaden 1974, Dr. Ludwig Reichert Verlag.
- E. W. Marsden, Greek and Roman Artillery. Technical Treatises, Oxford, at the Clarendon Press, 1971, pp. 105-184. Contiene la Belopoeica (testo greco, traduzione inglese e note tecniche).